# 三之丸殿

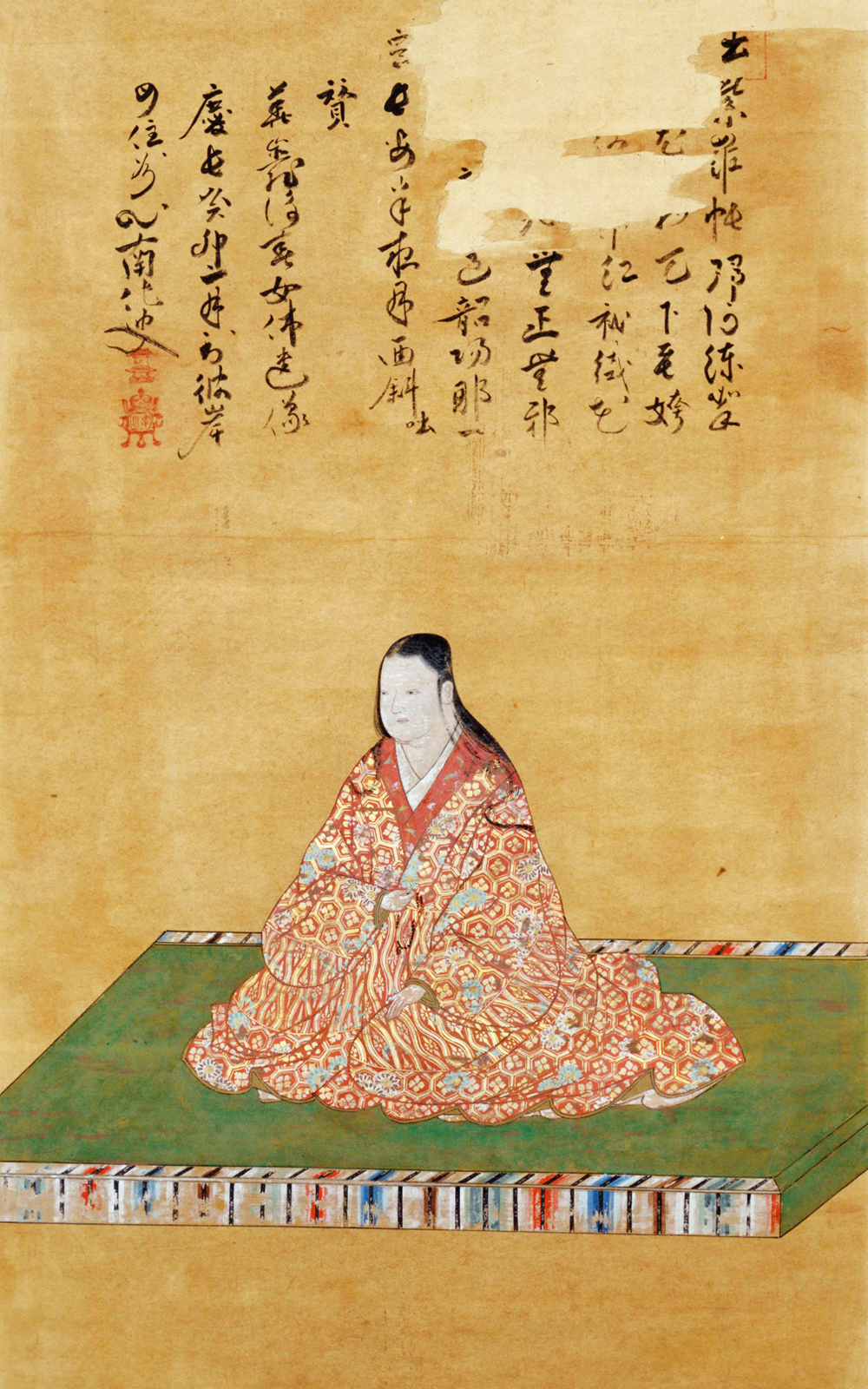
韶陽院殿像（妙心寺藏）

三之丸殿（?—1603年），織田信長之女，母親是慈德院殿（織田信忠乳母）。幼年時父親就過世了，後來由姊夫蒲生氏鄉收為養女，嫁給豐臣秀吉做側室。因為她的居所在伏見城三之丸，故被稱為三之丸殿。在醍醐花宴時，其轎子在當天行列當中排第四位。秀吉過世後第二年，她改嫁前關白二條昭實做繼室，並在1603年過世。其墓在京都的妙心寺，法名「韶陽院殿華巖淨春」。